# 赤羽秀之
赤羽 秀之（あかばね ひでゆき、1969年9月18日  - ）は、日本の俳優。 所属事務所は株式会社 仕事（無名塾所属）。

## 人物
神奈川県横須賀市出身。日本体育大学体育学部武道学科卒業、特技：剣道。
仲代達矢が主宰する無名塾に1989年、第13回期生として入塾。1992年、NHK朝の連続テレビ小説『おんなは度胸』でデビュー。以来、数々のテレビドラマ、舞台に出演している。

## 出演

### 舞台＜無名塾公演＞
- 「シラノ・ド・ベルジュラック」作:ロスタン、演出:隆巴（1990年）
- 「令嬢ジュリー」作:ストリンドベリ、演出:隆巴（1991年）
- 「ソルネス」作:イプセン、演出:隆巴（1995年）
- 「いのちぼうにふろう物語」作:山本周五郎、劇作:隆巴、演出:林清人（1997年、2004年）- 富次郎 役
- 「わが町」（1998年）
- 「ウィンザーの陽気な女房たち」 作:W.シェイクスピア、演出:林清人（2001年）
- 「セールスマンの死」 作:アーサー・ミラー、演出:林清人（2002年）
- 「森は生きている」 作:マルシャーク、演出:仲代達矢（2003年）
- 「長州異聞－白井飯山小伝」作:岡山矢、演出:林清人（2006年）
- 「ドン・キホーテ」 作:セルバンテス、演出:丹野郁弓（2007年）
- 「高瀬船」作:森鴎外、劇作・主演:赤羽秀之（仲代劇堂小さな演劇祭2008 Vol.4、2008年10月)
- 「マクベス」作:W.シェイクスピア、演出:林清人（2009年）
- 「等伯ー反骨の画聖」（2010年、能登演劇堂）- 主演 長谷川等伯 役
- 「炎の人」作:三好十郎 「炎の人‐ゴッホ小伝」より、演出:鵜山仁 （2010年）- モーヴ 役、シニャック 役
- 「ロミオとジュリエット」作:W.シェイクスピア、演出:高瀬久男 （201年3）
- 「おれたちは天使じゃない」作:サム＆ベッラ・スピーワック（アルベール・ユッソン「天使の台所」より）、翻訳・演出:丹野郁弓（2015年～2016年）
- 「肝っ玉おっ母と子どもたち」作:ブレヒト 、演出:隆巴（2017年～2018年）

### 舞台＜外部公演＞
- 「おやすみデズデモーナおはようジュリエット」（1996年、ひょうご舞台芸術）
- 「お隣の脱走兵」作:斉藤憐、演出:西川信廣 主催:株式会社 仕事（2001年、紀伊国屋ホール）
- 「アンナ・カレーニナ」作:トルストイ、演出:加来英治、制作:エイコーン（2011年 - 2012年、ACM劇場）
- 「メアリー・スチュアート」作:シラー、演出:加来英治、制作:エイコーン（2012年 - 2015年）
- 「櫻の園」作:チェーホフ、演出:加来英治、制作:エイコーン（2015年、巡回公演）

### テレビドラマ
- 朝の連続テレビ小説
  - おんなは度胸 （1992年）- 山代伸之 役
- NHK大河ドラマ
  - 花の乱 （1994年）- 畠山政長 役
  - 徳川慶喜 （1998年）- 水野忠精 役
  - 葵　徳川三代 （2000年）- 徳川義直 役
- デパート!秋物語 第10話（1992年12月15日、TBS）
- 闇を斬る!大江戸犯科帳 第22話（1993年12月21日、日本テレビ）
- 清左衛門残日録 （1993年4月2日 - 7月9日、NHK）
  - 清左衛門残日録 （1995年1月3日、NHK）
- 新幹線物語'93夏 第4話（1993年7月27日、TBS）
- 土曜ワイド劇場 （テレビ朝日）
  - 京都－徳島、平家伝説殺人ツアー（1993年12月25日）
  - 警察署長 （1997年9月6日）
  - 京都殺人案内 23 みちのく津軽こぎん刺しの女 （2000年4月15日）
  - 京都殺人案内29 赤い殺意の炎と美人秘書の秘密 （2006年11月18日）
  - 終着駅シリーズ 20 砂漠の喫茶店（2006年10月28日）
- 大忠臣蔵 （1994年1月1日、TBS）- 萱野三平 役
- 織田信長 （1994年1月2日、テレビ東京）- 松平信康 役
- あばれ八州御用旅IV 第2話（1994年4月15日、テレビ東京）
- 江戸の用心棒 第4話（1994年、日本テレビ）
- 火曜サスペンス劇場 （日本テレビ）
  - 京都北陸殺人街道 （1995年12月5日）
  - 犯罪心理分析官ファイナル （1998年9月1日）
  - 監察医・室生亜季子26 日焼けした死体 （1999年10月5日）
  - 四国八十八か所逃亡巡礼 （2004年8月17日）
- 天晴れ夜十郎 第9話（1996年9月13日 - 1997年3月21日、NHK）
- 金曜エンタテイメント （フジテレビ）
  - 悪魔が来りて笛を吹く （1996年10月25日）- 三島東太郎 役
  - 松本清張スペシャル 霧の旗 （1997年9月12日）- 柳田正夫 役
  - 名探偵 明智小五郎4 吸血鬼 （1999年2月12日）
- 弁慶 怪力無双の荒法師! （1997年1月4日、テレビ朝日）
- 御家人斬九郎 （フジテレビ）- 村上柳太郎 役
  - 御家人斬九郎 II 第10話（1997年1月8日 - 3月19日）
  - 御家人斬九郎 III 第1話、第5話 - 第6話（1997年）
- 月曜ドラマスペシャル （TBS）
  - ヤマ勘記者の事件日誌 北の天使たち（1997年2月24日）
  - 探偵 左文字進 封印された殺人（1999年11月15日）
- 雲の上の青い空 （1997年3月31日 - 5月1日、NHK）
- 理想の上司 第3話 （1997年4月27日、TBS）
- いちばん大切なひと （1997年4月18日 - 6月27日、TBS）
- 暴れん坊将軍IX 第18話（1998年、テレビ朝日）
- リング〜最終章〜 （1999年1月7日 - 3月25日、フジテレビ）
- 彼女たちの時代 （1999年7月21日、フジテレビ）
- 剣客商売 （フジテレビ）
  - 剣客商売 2 第1話（1999年12月8日）
  - 剣客商売 スペシャル 母と娘と（2005年1月11日）
- 恋の神様 （2000年、TBS）
- 水戸黄門 （TBS）
  - 水戸黄門 第29部 第7話（2001年）
  - 水戸黄門 第30部 第23話（2002年）
- はぐれ刑事純情派第14シリーズ 第8話（2001年5月23日、テレビ朝日）- 長峰友和 役
- 盤嶽の一生 第7話「じゃじゃ馬馴らし」（2002年6月11日、フジテレビ）- 諸積乙也 役
- 顔 第9話（2003年6月10日、フジテレビ）
- 慶次郎縁側日記2 第1話（2005年10月7日、NHK）
- ちいさこべ （2006年9月7日 - 10月5日、NHK）
- その男、副署長 season3 最終話（2009年12月17日、テレビ朝日）- 阿久津治夫 役
- 相棒15 第8話「100％の女」（2016年11月30日、テレビ朝日）- 弁護士 藤江田光一 役